# Ринорея
Ринорея (англ. rhinorrhea / rhinorrhoea, розмовне англ. runny nose) — вільне, часто надмірне, виділення носової слизової рідини. Ринорея — це симптом, який не можна віднести до однієї хвороби. Є частим проявом алергії при поступленні аллергена з повітря та під час ГРВІ. Ринорея може бути побічним ефектом плачу, впливу низьких температур, зловживання кокаїном або відмови від опіоїдів, таких як метадон. Може з'явитися при порушеннях у системі обігу спинномозкової рідини.
Ринорею не слід ототожнювати з ринітом, вона є його симптомом.

## Етимологія
Термін був введений у медичний вжиток у 1866 році. Являє собою поєднання грецьких термінів грец. rhino- («носа») та грец. -rhoia («витікання» або «потік»).

## Патогенез та етіологія
Ринорея характеризується надмірною кількістю слизу, що виробляється слизовими оболонками, що вистилають носові порожнини. Вони продукують слиз швидше, ніж його можна переробити, спричиняючи його накопичення у носових порожнинах. Коли порожнини заповнюються, перекривається прохід повітря, ускладнюючи дихання через ніс. Повітря, яке потрапляє в носові порожнини, а саме в порожнини пазух черепа, не може циркулювати, і тиск, що виникає, може спричинити головний біль або біль в обличчі. Якщо пазухи черепа залишаться заблокованими, існує ймовірність того, що може виникнути синусит (гайморит, фронтит, етмоїдит або їх поєднання).
Розрізняють серозну ринорею при вірусних і алергічних хворобах респіраторної системи, гнійну — при бактеріальних ураженнях. Можлива смакова ринорея — це різновид, який виникає після прийому деякої їжі. Продукти харчування та продукти, багаті на спеції, такі як капсаїцин, перець чилі та інші пекучі речовини, також призводять до запалення носових тканин, тим самим змушуючи ніс часто виділяти водянисту ринорею.
Іноді ринорея пов'язана з виходом ліквору, що іноді має місце в разі перелому основи черепа і деяких інших хворобах, це може називатися «ринорея спинномозкової рідини» або «ринорея ліквору», хоча в Україні частіше використовується термін «назальна лікворея».
Ринорея як симптом часта при різних ГРВІ. Виразність ринореї є різною при різних хворобах з цієї групи. Вона є головною ознакою риновірусної інфекції. При грипі ринорея виразніша з 2-3 дня хвороби. Окрім цього часто спостерігається закладеність носа, чхання, головний біль, запаморочення, гарячка, озноб, біль у вусі та обличчі, втома, носова кровотеча, кашель, проблеми з диханням.
Такі подразники, як засоби для зняття лаку, фарби, косметика, сміття та пил, є одними з основних подразників, що спричинюють ринорею.
Ринорея може бути побічною дією деяких лікарських препаратів, зокрема антибіотиків.
Ринорея також асоціюється зі сльозотечою, чи то від емоційних подій, чи від подразнення очей. Коли утворюються надлишки сліз, рідина стікає через внутрішній кут повік, через носо-слізну протоку в носові порожнини. У міру того, як проливається більше сліз, у порожнини носа потрапляє більше рідини, стимулюючи вироблення слизу і зволожуючи будь-який сухий слиз, що вже є в носовій порожнині. Скупчення рідини зазвичай призводить до її виділення через ніздрі.
Подразники, присутні у довкіллі, такі як сполуки дисульфіду, що містяться в часнику, цибулі, на холоді та у холодному повітрі, газі CS або сльозогінні, що використовуються як засоби боротьби із заворушеннями, а також суха погода є одними з основних причин, що спричинюють ринорею. Гіперчутлива реакція на такі подразники складає сутність вазомоторноо риніту.
До рідкісних причин ринореї відносяться: муковісцидоз, коклюш, пухлини носа, гормональні зміни, кір, вітряна віспа, синдром Картагенера, гранулематоз Вегенера.

## Прояви
Попри те, що ринорея сама по собі є симптомом інфекційних захворювань, алергії, подразнення або будь-якого типу запалення слизової оболонки носа, вона може мати трохи більше симптомів, ніж нежить. Окрім виділення з носа, яке може бути прозорим, жовтуватим, зеленуватим або навіть коричневим, можуть виявлятися й інші ознаки. У випадку, коли характер і колір рідини білий, йде мова про прозору ринорею.
Іноді ринорея може бути й під час тяжких станів, як то травми голови та хребта. Тоді можлива поява непритомності, головного болю та частого блювання.
Синусит є важливою причиною, що спричинює ринорею. Він може проявлятися як у гострій, так і в хронічній формі. Гостра форма виступає на перший план, коли людина хворіє на ГРВІ, коли набрякають пазухи або носові ходи. І хронічна форма захворювання спостерігається в тому випадку, коли людина має хронічне запалення або викривлення носової перегородки, що спричинює носові поліпи.

## Діагностика
Характер і вид ринореї є вказівкою на ту хворобу, якою людина хворіє. Фізикальний огляд у випадку ринореї передбачає огляд обличчя та носа, особливо області над гайморовою та лобовою пазухами. Характер і колір ринореї, що виділяється, також беруться до уваги. За наявності підозри на вірусне ураження носа проводяться відповідні дослідження. Пацієнтам, які мають інвазивний синусит, цукровий діабет та імунодефіцитні захворювання, іноді роблять комп'ютерну томографію для встановлення правильного діагнозу, щоб зрозуміти, чи у них хронічна ринорея, чи рецидивна.

## Лікування
Лікування ринореї залежить від основної причини. Зазвичай це не вимагає будь-якого лікування, оскільки воно припиняється само собою. Але потрібне його проводити, якщо ринорею спричинюють серйозні неврологічні чи фізичні ураження.
Призначаються антигістамінні препарати. Застосовуються місцеві протинабрякові засоби, такі як ксилометазолін або псевдоефедрин. Вони допомагають або припинити надмірну секрецію або її значно обмежити. Поряд з антигістамінними та протинабряковими засобами, симпатоміметики також можуть допомогти в лікуванні ринореї. Застосування судинозвужувальних назальних спреїв може бути ефективним для лікування ринореї протягом обмеженого періоду, але їх надмірне використання здатне посилити ринорею, а також призвести до медикаментозного риніту. Такі спреї допомагають у боротьбі з ринореєю, яку спричинює алергія.
Для успішного лікування потрібно зробити носовий слиз рідким. Проводиться зрошення носової порожнини, яке передбачає очищення та промивання солоною водою. Рекомендовано збільшити обсяг споживання рідини хворим та вологість повітря у домі, використовуючи зволожувач повітря. Можна також застосувати трав'яну парову інгаляцію. Це передбачає вдихання вологого повітря, яке випаровується з киплячої каструлі з водою з додаванням крапель евкаліптової олії і накриття голови рушником, формуючи як би намет над головою. Такі домашні засоби особливо корисні при ринореї через застуду та грип. Крім того, відмова від гострих продуктів харчування, алкогольних напоїв і напоїв з кофеїном також є ефективним лікуванням смакової ринореї.